# Miss Eslovenia
Miss Eslovenia (en esloveno: Miss Slovenije) es un concurso de belleza nacional en Eslovenia. Se encarga de seleccionar a las representantes del país en el concurso Miss Mundo.

## Historia
El Miss Eslovenia se estableció en 1966 con el propósito de seleccionar a la representante eslovena para el concurso Miss Yugoslavia. La ganadora de Miss Yugoslavia posteriormente participaba en el concurso Miss Mundo. La última Miss Eslovenia en competir en el Miss Yugoslavia fue Vesna Musić, Miss Eslovenia 1990. Desde 1992, Eslovenia compite en Miss Mundo de forma independiente.
En 2008, el concurso fue cancelado debido a problemas financieros. La compañía de radiodifusión pública, Radiotelevisión eslovena (RTVSLO), que era la encargada de transmitir el concurso, no pudo reunir los fondos necesarios para producir el evento. Según declaraciones del organizador del concurso, Zdravko Geržina, la falta de financiamiento se debió a la priorización de otros eventos importantes en el calendario de RTVSLO.

## Ganadoras
| Año  | Miss Eslovenia     | Edad               | Procedencia        |
| ---- | ------------------ | ------------------ | ------------------ |
| 1966 | Mojca Platner      | 20                 | Liubliana          |
| 1967 | Milojka Runko      | 19                 | Liubliana          |
| 1968 | Breda Keber        | 17                 | Ravne na Koroškem  |
| 1969 | Marija Hribar      | 20                 | Mengeš             |
| 1970 | Dagmar Capuder     | 18                 | Liubliana          |
| 1971 | Polona Slapšak     | 20                 | Liubliana          |
| 1972 | Nina Gazibara      | 21                 | Liubliana          |
| 1973 | Adrijana Lakoš     | —                  | Liubliana          |
| 1974 | Jolanda Jovanovič  | 20                 | Liubliana          |
| 1975 | Majda Panič        | 21                 | Celje              |
| 1984 | Nataša Majerič     | 17                 | Maribor            |
| 1988 | Suzana Kocbek      | —                  | Maribor            |
| 1989 | Anka Kocmur        | 21                 | Maribor            |
| 1990 | Vesna Musić        | 18                 | Velenje            |
| 1991 | Teja Skarza        | 19                 | Liubliana          |
| 1992 | Nataša Abram       | 17                 | Koper              |
| 1993 | Metka Albreht      | 18                 | Postojna           |
| 1994 | Janja Zupan        | 20                 | Liubliana          |
| 1995 | Teja Boškin        | 21                 | Dekani             |
| 1996 | Alenka Vindiš      | 18                 | Kicar              |
| 1997 | Maja Šimec         | 18                 | Črnomelj           |
| 1998 | Miša Novak         | 22                 | Ptuj               |
| 1999 | Neda Gačnik        | 19                 | Liubliana          |
| 2000 | Maša Merc          | 22                 | Maribor            |
| 2001 | Rebeka Dremelj     | 21                 | Senovo             |
| 2002 | Nataša Krajnc      | 21                 | Celje              |
| 2003 | Tina Zajc          | 19                 | Liubliana          |
| 2004 | Živa Vadnov        | 22                 | Preserje           |
| 2005 | Sanja Grohar       | 21                 | Kranj              |
| 2006 | Iris Mulej         | 24                 | Podgrad            |
| 2007 | Tadeja Ternar      | 19                 | Beltinci           |
| 2008 | Concurso cancelado | Concurso cancelado | Concurso cancelado |
| 2009 | Tina Petelin       | 24                 | Maribor            |
| 2010 | Sandra Adam        | 20                 | Dravograd          |
| 2011 | Lana Mahnič Jekoš  | 21                 | Grosupelj          |
| 2012 | Nives Orešnik      | 20                 | Maribor            |
| 2013 | Maja Cotič         | 24                 | Miren              |
| 2014 | Julija Bizjak      | 20                 | Lesce              |
| 2015 | Mateja Kociper     | 23                 | Odranci            |
| 2016 | Maja Taradi        | 26                 | Liubliana          |
| 2017 | Maja Zupan         | 17                 | Britof             |
| 2018 | Lara Kalanj        | 17                 | Livek              |
| 2019 | Špela Alič         | 22                 | Tržič              |
| 2020 | Concurso cancelado | Concurso cancelado | Concurso cancelado |
| 2021 | Maja Čolić         | 21                 | Ribnica            |
| 2022 | Vida Milivojša     | 23                 | Liubliana          |
| 2023 | Alida Tomanič      | 19                 | Ptuj               |
| 2024 | Amadea Zupan       | 26                 | Sežana             |

## Representación internacional
: Declarada como ganadora
     : Terminó como finalista
     : Terminó como una de las semifinalistas o cuartofinalistas
     : Terminó como ganadora de premios especiales
| Año  | Miss Eslovenia                                                         | Posición                                                               | Premios especiales                                                     |
| ---- | ---------------------------------------------------------------------- | ---------------------------------------------------------------------- | ---------------------------------------------------------------------- |
| 2025 | Alida Tomanič                                                          | Por competir                                                           |                                                                        |
| 2023 | Vida Milivojša                                                         | No clasificó                                                           |                                                                        |
| 2021 | Maja Čolic                                                             | No clasificó                                                           | - Talento (Top 27) - Deportes (Top 32)                                 |
| 2020 | Debido al impacto de la pandemia de COVID-19, no hubo concurso en 2020 | Debido al impacto de la pandemia de COVID-19, no hubo concurso en 2020 | Debido al impacto de la pandemia de COVID-19, no hubo concurso en 2020 |
| 2019 | Špela Alič                                                             | No clasificó                                                           |                                                                        |
| 2018 | Lara Kalanj                                                            | No clasificó                                                           | - Deportes (Top 24)                                                    |
| 2017 | Maja Zupan                                                             | No clasificó                                                           | - Top Model (Top 30)                                                   |
| 2016 | Maja Taradi                                                            | No clasificó                                                           | - Talento (Top 21)                                                     |
| 2015 | Mateja Kociper                                                         | No clasificó                                                           |                                                                        |
| 2014 | Julija Bizjak                                                          | No clasificó                                                           |                                                                        |
| 2013 | Maja Cotič                                                             | No clasificó                                                           |                                                                        |
| 2012 | Nives Orešnik                                                          | No clasificó                                                           |                                                                        |
| 2011 | Lana Mahnič Jekoš                                                      | No clasificó                                                           |                                                                        |
| 2010 | Sandra Adam                                                            | No compitió                                                            |                                                                        |
| 2009 | Tina Petelin                                                           | No clasificó                                                           |                                                                        |
| 2007 | Tadeja Ternar                                                          | No clasificó                                                           |                                                                        |
| 2006 | Iris Mulej                                                             | No clasificó                                                           | - Belleza playera (Top 25)                                             |
| 2005 | Sanja Grohar                                                           | No clasificó                                                           |                                                                        |
| 2004 | Živa Vadnov                                                            | No clasificó                                                           |                                                                        |
| 2003 | Tina Zajc                                                              | No clasificó                                                           |                                                                        |
| 2002 | Nataša Krajnc                                                          | No clasificó                                                           |                                                                        |
| 2001 | Rebeka Dremelj                                                         | No clasificó                                                           |                                                                        |
| 2000 | Maša Merc                                                              | No clasificó                                                           |                                                                        |
| 1999 | Neda Gačnik                                                            | No clasificó                                                           |                                                                        |
| 1998 | Miša Novak                                                             | No clasificó                                                           |                                                                        |
| 1997 | Maja Šimec                                                             | No clasificó                                                           |                                                                        |
| 1996 | Alenka Vindiš                                                          | No clasificó                                                           |                                                                        |
| 1995 | Teja Boškin                                                            | No clasificó                                                           |                                                                        |
| 1994 | Janja Zupan                                                            | No clasificó                                                           |                                                                        |
| 1993 | Metka Albreht                                                          | No clasificó                                                           |                                                                        |
| 1992 | Nataša Abram                                                           | No clasificó                                                           |                                                                        |